# Voetbalkampioenschap van Harburg-Lüneburg 1917/18
In 1917/18 werd het tiende voetbalkampioenschap van Harburg-Lüneburg gespeeld, dat georganiseerd werd door de Noord-Duitse voetbalbond. Lüneburger SK werd kampioen. Er was geen verdere eindronde voor clubs, wel traden elftallen per regio aan. 
Sperber Lüneburg trok zich na enkele wedstrijden terug, alle resterende wedstrijden werden met 0-5 verloren. 

## Eindstand
| Plaats | Club                     | Wed. | W | G | V  | Saldo | Ptn   |
| ------ | ------------------------ | ---- | - | - | -- | ----- | ----- |
| 1.     | Lüneburger SK 01         | 10   | 8 | 2 | 0  | 39:13 | 18:2  |
| 2.     | SV Eintracht 03 Lüneburg | 10   | 8 | 1 | 1  | 40:10 | 17:3  |
| 3.     | SC Uelzen 09             | 10   | 5 | 1 | 4  | 24:16 | 11:9  |
| 4.     | MTV 1850 Winsen          | 10   | 5 | 0 | 5  | 36:21 | 10:10 |
| 5.     | SpVgg Teutonia Uelzen    | 10   | 2 | 0 | 8  | 16:38 | 4:16  |
| 6.     | Sperber Lüneburg         | 10   | 0 | 0 | 10 | 1:58  | 0:20  |

|  | Kampioen |